# Loisin
Loisin ist eine französische Gemeinde im Département Haute-Savoie in der Region Auvergne-Rhône-Alpes. Loisin liegt in der Weinbauregion Savoie. Weißweine aus der Rebsorte Gutedel (lokal Chasselas genannt) dürfen unter der geschützten Herkunftsbezeichnung Crépy vermarktet werden.

## Geographie
Loisin liegt auf 467 m, 16 Kilometer nordöstlich der Stadt Genf (Luftlinie), nahe an der Staatsgrenze zur Schweiz. Die Gemeinde erstreckt sich am Nordwestfuß des Mont de Boisy, am Rand der Ebene des Bas-Chablais südlich des Genfersees.
Die Fläche des 7,86 km² großen Gemeindegebiets umfasst einen Abschnitt der Ebene des Bas-Chablais. Das Plateau, das rund 70 m höher als der Seespiegel des Genfersees liegt, wird durch die Hermance zum Genfersee entwässert. Nach Westen erstreckt sich der Gemeindeboden über die Moorniederung des Marais de Chilly in das ausgedehnte Waldgebiet Bois Saint-Jean. Im Osten reicht es den Hang des Mont de Boisy hinauf, an dem mit 570 m die höchste Erhebung von Loisin erreicht wird.
Zu Loisin gehören die Weilersiedlungen Ballavais (474 m) am Hangfuß sowie Pétolaz (500 m), Les Mogets (505 m) und Tholomaz (504 m) am Westabhang des Mont de Boisy. Nachbargemeinden von Loisin sind Douvaine im Norden, Ballaison und Bons-en-Chablais im Osten, Machilly im Süden sowie Veigy-Foncenex und Chens-sur-Léman im Westen.

## Geschichte
Auf dem Gebiet von Loisin wurden einige Überreste und Mauerfundamente aus der Römerzeit gefunden.

## Sehenswürdigkeiten
Die alte Dorfkirche erhielt ihr heutiges Aussehen bei einer Umgestaltung im 19. Jahrhundert.

## Bevölkerung
| Jahr                       | 1962 | 1968 | 1975 | 1982 | 1990 | 1999 | 2017 |
| Einwohner                  | 465  | 502  | 672  | 879  | 1071 | 1142 | 1551 |
| Quellen: Cassini und INSEE |      |      |      |      |      |      |      |

Mit 1728 Einwohnern (Stand 1. Januar 2022) gehört Loisin zu den kleineren Gemeinden des Départements Haute-Savoie. In den letzten Jahrzehnten wurde ein kontinuierliches starkes Wachstum der Einwohnerzahl verzeichnet. Außerhalb des alten Dorfkerns und an den aussichtsreichen Hanglagen am Mont de Boisy entstanden ausgedehnte Einfamilienhausquartiere.

## Wirtschaft und Infrastruktur
Loisin war bis weit ins 20. Jahrhundert hinein ein vorwiegend durch die Landwirtschaft geprägtes Dorf. Am Westhang des Mont de Boisy wird Weinbau betrieben. Heute gibt es verschiedene Betriebe des lokalen Kleingewerbes. Zahlreiche Erwerbstätige sind Wegpendler, die in den umliegenden größeren Ortschaften oder in der Agglomeration Genf ihrer Arbeit nachgehen.
Die Ortschaft liegt an der Hauptstraße N206, die von Annemasse nach Douvaine führt. Weitere Straßenverbindungen bestehen mit Ballaison und Veigy-Foncenex.